# Chasse gardée (court métrage)
Pour les articles homonymes, voir Chasse gardée.
Pour plus de détails, voir Fiche technique et Distribution.
Chasse gardée (No Hunting) est un court métrage d'animation américain de la série Donald Duck réalisé par Jack Hannah pour les studios Disney et sorti en 1955.

## Synopsis
Donald est inspiré par son grand-père pour aller chasser dans les bois...

## Fiche technique
- Titre original : No Hunting
- Titre français : Chasse gardée

- Autres titres[1] :
  - Suède : Kalle Ankas vilda jakt

- Série : Donald Duck
- Réalisation : Jack Hannah
- Scénario : Dick Shaw et Bill Berg
- Layout : Yale Gracey
- Décors : Ray Huffine
- Animation : John Sibley
- Effets visuels : Dan McManus
- Musique : Oliver Wallace

- Production : Walt Disney
- Société de production : Walt Disney Productions
- Société de distribution : RKO Radio Pictures
- Pays :   États-Unis
- Langue : anglais
- Format : couleur (Technicolor) - 35 mm - 1,37:1 et CinemaScope[2] - son mono (RCA Sound System)
- Durée : 6 min
- Dates de sortie : 
  - États-Unis : 14 janvier 1955[2]

## Distribution

### Voix originales
- Robert C. Bruce : le narrateur

- Clarence Nash : Donald
- Bill Thompson : l'ancêtre de Donald

### Voix françaises[réf.nécessaire]
- Roger Carel : le narrateur / l'ancêtre de Donald Duck

- Michel Elias : Donald Duck